# Asparagus touranensis
Asparagus touranensis — вид рослин із родини холодкових (Asparagaceae).

## Біоморфологічна характеристика
Багаторічна трав'яниста рослина з лише основою дерев'янистою, зазвичай сиза, гола, розгалужена, висхідна. Стебла 80–120 см завдовжки. Кладодії зібрані по 2–3, їхня форма ниткоподібна, 10–30 мм завдовжки, гострі, нерівні, прямі. Лускоподібні листки шпористі, 5–6 мм завдовжки; нижні колючі. Квітки подвійні; оцвітина 4–5 мм завдовжки; тичинок 6, 2-3 мм завдовжки; пиляки 1.5–2 мм. Ягода 4–5 мм завдовжки, куляста. Насіння одинарне.

## Середовище проживання
Ареал: Іран.